# وردلیس
وردلیس (به فرانسوی: Verdelais) یک کامین در فرانسه است که در Canton of Saint-Macaire واقع شده‌است.

## خصوصیات
وردلیس ۴٫۷۵ کیلومترمربع مساحت و ۸۹۸ نفر جمعیت دارد و ۷۰ متر بالاتر از سطح دریا واقع شده‌است.